# Croton pedicellatus
Espèce
Croton pedicellatus est une espèce de plantes à fleurs du genre Croton et de la famille des Euphorbiaceae, présente du Mexique jusqu'en Amérique tropicale.
Il a pour synonyme :
- Croton tenuilobus, S.Watson, 1886
- Oxydectes pedicellata, (Kunth) Kuntze